# Фадєєв Олександр Михайлович
Олекса́ндр Миха́йлович Фадє́єв (17 червня 1945 — 8 березня 2021) — радянський хокеїст і тренер.

## Життєпис
Виступав у нападі клубів СКА МВО (Калінін), «Локомотив» (Москва), «Кристал» (Саратов) і «Дніпроспецсталь» (Запоріжжя). Майстер спорту СРСР.
З другої половини 70-х і до 1987 року працював помічником старшого тренера київського «Сокола» Анатолія Богданова. За третє місце в чемпіонаті 1984/85 заслужив почесне звання «Заслужений тренер УРСР».
1991 року повернувся в команду як головний тренер. Під його керівництвом «Сокіл» брав участь у чемпіонаті СНД і турнірах Міжнаціональної хокейної ліги. В 1993–1994 роках очолював збірну України.